# Tour de France 2014/18. Etappe
Die 18. Etappe der Tour de France 2014 fand am 24. Juli 2014 statt und führte von Pau über 145,5 km nach Hautacam. Im Verlauf der Etappe gab es einen Zwischensprint nach 61,5 km sowie zwei Bergwertungen der Hors Catégorie und zwei Wertungen der dritten Kategorie. Damit zählte die Etappe als Hochgebirgsetappe, es gingen 166 Fahrer an den Start. Der erste Fahrer, der die Spitze des Col du Tourmalet erreichte, erhielt das Souvenir Jacques Goddet.

## Rennverlauf
Neun Kilometer nach dem Start konnten sich Daniel Oss (BMC) und Bartosz Huzarski (TNE) absetzen. Sie hatten bald einen Abstand von einer Minute zum Hauptfeld und wurden wenig später von 18 Fahrern einer Verfolgergruppe eingeholt. Somit fuhren nun 20 Fahrer an der Spitze, darunter Mikel Nieve (SKY), Lars Boom (BEL), Sylvain Chavanel (IAM) und Thomas Voeckler (EUC). Das Hauptfeld, das unterdessen rund zweieinhalb Minuten zurücklag, wurde vom Astana-Team angeführt. Die erste Bergwertung gewann Huzarski (2 Punkte). Der Abstand der 20 Führenden belief sich auf etwa 3:30 Minuten, im Feld bestimmte weiterhin Astana das Tempo. Die zweite Bergwertung der dritten Kategorie gewann Lars Boom vor Huzarski. Den Zwischensprint nach 61 Kilometern konnte Bryan Coquard (EUC) für sich entscheiden.
Als Nächstes erreichten die Fahrer den Anstieg zum Col du Tourmalet. In der Ausreißergruppe konnte sich zunächst Chavanel absetzen, wurde dann aber von Mikel Nieve und Blel Kadri (ALM) eingeholt. Das Trio fuhr neun Kilometer vor der Bergwertung gemeinsam, dann fiel Chavanel zurück. Nieve und Kadri fuhren dem Gipfel allein entgegen. Unterdessen fielen im Hauptfeld die ersten gut platzierten Fahrer zurück: Jurgen Van Den Broeck, Tony Gallopin (LTB) und Richie Porte (SKY) konnten dem Tempo der restlichen Favoriten nicht mehr folgen. Auch die Verfolgergruppe zerfiel am Anstieg: Hinter Nieve und Kadri fuhren noch Juri Trofimow (KAT), Huzarski und Alessandro De Marchi (CAN) als direkte Verfolger mit 45 Sekunden Rückstand.
Als erster überquerte Blel Kadri den Col du Tourmalet, er erhielt damit das mit 5000 Euro dotierte Souvenir Jacques Goddet und ist damit nach Christophe Moreau 2010 der vierte Franzose in Folge, der diesen Sonderpreis der Tour gewinnen konnte. Nieve wurde Zweiter, verfolgt wurden beide von sechs Fahrern aus der ehemaligen Spitzengruppe mit zirka 1:30 Minuten Rückstand. In der Abfahrt vom Tourmalet attackierte Alejandro Valverde (MOV) den Gesamtführenden Nibali und die übrigen Favoriten, er fuhr eine Zeit lang mit zwei Mannschaftskollegen etwa 20 Sekunden voraus. Nibalis Astana-Mannschaft konnte den Angriff jedoch abwehren und schloss die Lücke zum Spanier.
Kadri und Nieve lagen rund 20 Kilometer vor dem Ziel mit 1:20 Minuten vor den Verfolgern und 2:30 Minuten vor der Gruppe um Nibali. José Joaquín Rojas Gil wurde von der Tourleitung disqualifiziert, weil er in der Abfahrt längere Zeit im Windschatten eines Begleitfahrzeugs gefahren war. Im letzten Anstieg nach Hautacam schüttelte Nieve Kadri ab und machte sich allein in Richtung Etappenziel auf. Nibali hatte in der Favoritengruppe mit seinen Teamkollegen das Tempo forciert, sodass bald die Fahrer der Verfolgergruppe eingeholt wurden.
Ein Angriff von Christopher Horner (LAM) konnte nur von Vincenzo Nibali gekontert werden, der den Amerikaner rund zehn Kilometer vor dem Gipfel abschüttelte und den noch in Führung liegenden Mikel Nieve verfolgte. Acht Kilometer vor dem Ziel erreichte er ihn und fuhr gleich an ihm vorbei. Aus der übrigen Favoritengruppe fuhr Rafał Majka (TCS) heraus, um sein Gepunktetes Trikot gegen Nibali zu verteidigen. Gemäß dem Reglement der Tour erhält der Sieger an Bergankünften der Hors Catégorie 50 Punkte für die Bergwertung, Majka musste demnach mindestens den sechsten Platz und 20 Punkte erreichen, um weiterhin das Gepunktete Trikot tragen zu können.
Sechs Kilometer vor dem Ziel versuchte Thibaut Pinot (FDJ), seine Konkurrenten zu distanzieren. Ihm konnten nur Jean-Christophe Péraud (ALM) und Tejay van Garderen (BMC) folgen. Die übrigen Favoriten, darunter Valverde, Romain Bardet (ALM), Bauke Mollema und Laurens ten Dam (BEL) verloren zusehends an Boden gegenüber Pinot und auch Nibali, der vier Kilometer vor dem Ziel etwa 50 Sekunden vor Majka, eine Minute vor Péraud, Pinot und van Garderen sowie 1:30 Minuten vor der Gruppe um Valverde und Mollema lag. Majka wurde wenig später von der Pinot-Gruppe eingeholt, doch auch zu viert konnten sie den vierten Tagessieg Vincenzo Nibalis bei der Tour 2014 nicht in Gefahr bringen. Nibali kam mit 1:10 Minuten Vorsprung vor Pinot ins Ziel. Majka wurde Dritter und verteidigte damit das Trikot des Bergbesten. Bardet, Mollema und Valverde verloren jeweils rund zwei Minuten auf den Italiener, der damit in der Gesamtwertung nun mit über sieben Minuten Vorsprung auf die Franzosen Pinot und Péraud in Führung lag.

## Aufgaben
- Heinrich Haussler (IAM): Aufgabe während der Etappe
- José Joaquín Rojas Gil (MOV): disqualifiziert

## Punktewertungen
| Zwischensprint in Trébons nach 61,5 km auf 479 m |             |                            |         |
| 1.                                               | Frankreich  | Bryan Coquard (EUC)        | 20 Pkt. |
| 2.                                               | Frankreich  | Matthieu Ladagnous (FDJ)   | 17 Pkt. |
| 3.                                               | Niederlande | Lars Boom (BEL)            | 15 Pkt. |
| 4.                                               | Frankreich  | Julien Simon (COF)         | 13 Pkt. |
| 5.                                               | Polen       | Bartosz Huzarski (TNE)     | 11 Pkt. |
| 6.                                               | Spanien     | Mikel Nieve (SKY)          | 10 Pkt. |
| 7.                                               | Schweiz     | Marcel Wyss (IAM)          | 9 Pkt.  |
| 8.                                               | Italien     | Daniel Oss (BMC)           | 8 Pkt.  |
| 9.                                               | Italien     | Marco Marcato (CAN)        | 7 Pkt.  |
| 10.                                              | Russland    | Juri Trofimow (KAT)        | 6 Pkt.  |
| 11.                                              | Frankreich  | Thomas Voeckler (EUC)      | 5 Pkt.  |
| 12.                                              | Frankreich  | Florian Guillou (BSE)      | 4 Pkt.  |
| 13.                                              | Frankreich  | Kévin Réza (EUC)           | 3 Pkt.  |
| 14.                                              | Italien     | Alessandro De Marchi (CAN) | 2 Pkt.  |
| 15.                                              | Frankreich  | Sylvain Chavanel (IAM)     | 1 Pkt.  |

| Etappenziel in Hautacam nach 145,5 km auf 1520 m |                    |                              |         |
| 1.                                               | Italien            | Vincenzo Nibali (AST)        | 20 Pkt. |
| 2.                                               | Frankreich         | Thibaut Pinot (FDJ)          | 17 Pkt. |
| 3.                                               | Polen              | Rafał Majka (TCS)            | 15 Pkt. |
| 4.                                               | Frankreich         | Jean-Christophe Péraud (ALM) | 13 Pkt. |
| 5.                                               | Vereinigte Staaten | Tejay van Garderen (BMC)     | 11 Pkt. |
| 6.                                               | Frankreich         | Romain Bardet (ALM)          | 10 Pkt. |
| 7.                                               | Niederlande        | Bauke Mollema (BEL)          | 9 Pkt.  |
| 8.                                               | Tschechien         | Leopold König (TNE)          | 8 Pkt.  |
| 9.                                               | Spanien            | Haimar Zubeldia (TFR)        | 7 Pkt.  |
| 10.                                              | Spanien            | Alejandro Valverde (MOV)     | 6 Pkt.  |
| 11.                                              | Niederlande        | Laurens ten Dam (BEL)        | 5 Pkt.  |
| 12.                                              | Luxemburg          | Fränk Schleck (TFR)          | 4 Pkt.  |
| 13.                                              | Niederlande        | Steven Kruijswijk (BEL)      | 3 Pkt.  |
| 14.                                              | Estland            | Tanel Kangert (AST)          | 2 Pkt.  |
| 15.                                              | Frankreich         | Arnold Jeannesson (FDJ)      | 1 Pkt.  |

## Bergwertungen
| Côte de Bénéjacq Kategorie 3 nach 28 km auf 470 m 2,6 km bei 6,7 % |            |                        |        |
| 1.                                                                 | Polen      | Bartosz Huzarski (TNE) | 2 Pkt. |
| 2.                                                                 | Frankreich | Kévin Réza (EUC)       | 1 Pkt. |

| Côte de Loucrup Kategorie 3 nach 56 km auf 530 m 2 km bei 7,0 % |             |                        |        |
| 1.                                                              | Niederlande | Lars Boom (BEL)        | 2 Pkt. |
| 2.                                                              | Polen       | Bartosz Huzarski (TNE) | 1 Pkt. |

| Col du Tourmalet Kategorie HC nach 95,5 km auf 2115 m 17,1 km bei 7,3 % |            |                            |         |
| 1.                                                                      | Frankreich | Blel Kadri (ALM)           | 25 Pkt. |
| 2.                                                                      | Spanien    | Mikel Nieve (SKY)          | 20 Pkt. |
| 3.                                                                      | Russland   | Juri Trofimow (KAT)        | 16 Pkt. |
| 4.                                                                      | Polen      | Bartosz Huzarski (TNE)     | 14 Pkt. |
| 5.                                                                      | Italien    | Alessandro De Marchi (CAN) | 12 Pkt. |
| 6.                                                                      | Frankreich | Julien Simon (COF)         | 10 Pkt. |
| 7.                                                                      | Italien    | Daniel Oss (BMC)           | 8 Pkt.  |
| 8.                                                                      | Belgien    | Jan Bakelants (OPQ)        | 6 Pkt.  |
| 9.                                                                      | Spanien    | Jon Izaguirre (MOV)        | 4 Pkt.  |
| 10.                                                                     | Spanien    | Jesús Herrada (MOV)        | 2 Pkt.  |

| Hautacam Kategorie HC nach 145,5 km auf 1520 m 13,6 km bei 7,8 % |                    |                              |         |
| 1.                                                               | Italien            | Vincenzo Nibali (AST)        | 50 Pkt. |
| 2.                                                               | Frankreich         | Thibaut Pinot (FDJ)          | 40 Pkt. |
| 3.                                                               | Polen              | Rafał Majka (TCS)            | 32 Pkt. |
| 4.                                                               | Frankreich         | Jean-Christophe Péraud (ALM) | 28 Pkt. |
| 5.                                                               | Vereinigte Staaten | Tejay van Garderen (BMC)     | 24 Pkt. |
| 6.                                                               | Frankreich         | Romain Bardet (ALM)          | 20 Pkt. |
| 7.                                                               | Niederlande        | Bauke Mollema (BEL)          | 16 Pkt. |
| 8.                                                               | Tschechien         | Leopold König (TNE)          | 12 Pkt. |
| 9.                                                               | Spanien            | Haimar Zubeldia (TFR)        | 8 Pkt.  |
| 10.                                                              | Spanien            | Alejandro Valverde (MOV)     | 4 Pkt.  |